# Xysticus altaicus
Xysticus altaicus är en spindelart som beskrevs av Simon 1895. Xysticus altaicus ingår i släktet Xysticus och familjen krabbspindlar.
Artens utbredningsområde är Kazakstan. Inga underarter finns listade i Catalogue of Life.